# 茂米谷

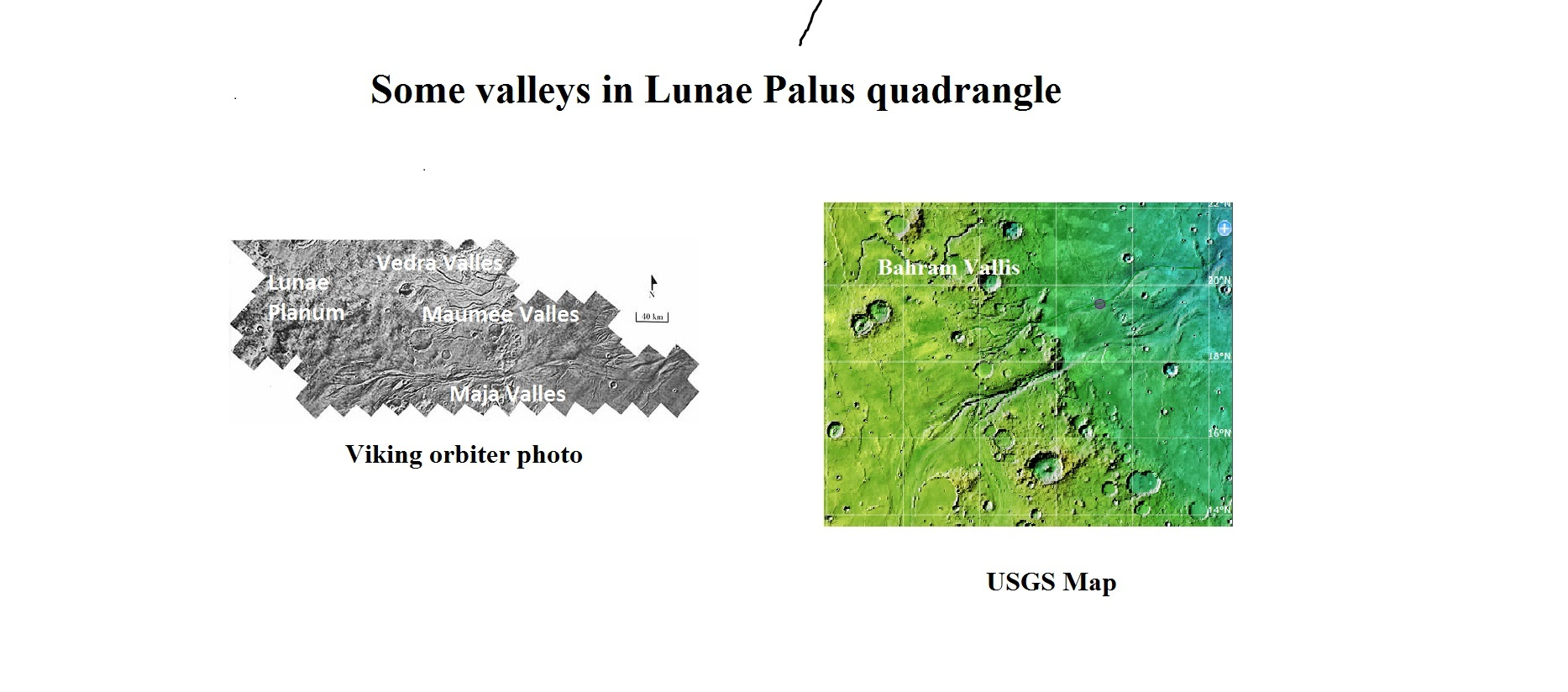
在這幅海盜號拍攝影像中可見韋德拉谷、茂米谷和邁亞谷的水流都從影像左側的月神高原流入右側克里斯平原。位於月沼區。

19°42′N 53°12′W / 19.7°N 53.2°W
茂米谷是位於火星月沼區的一個古老谷地，中心座標19.7°N, 53.2°W。該谷地長度350公里，以美國印第安納州和俄亥俄州的茂米河命名。

## 地理
茂米谷和其他火星古老的古地被一些学者认为是火星表面曾有大量水流的證據。  

## 圖集

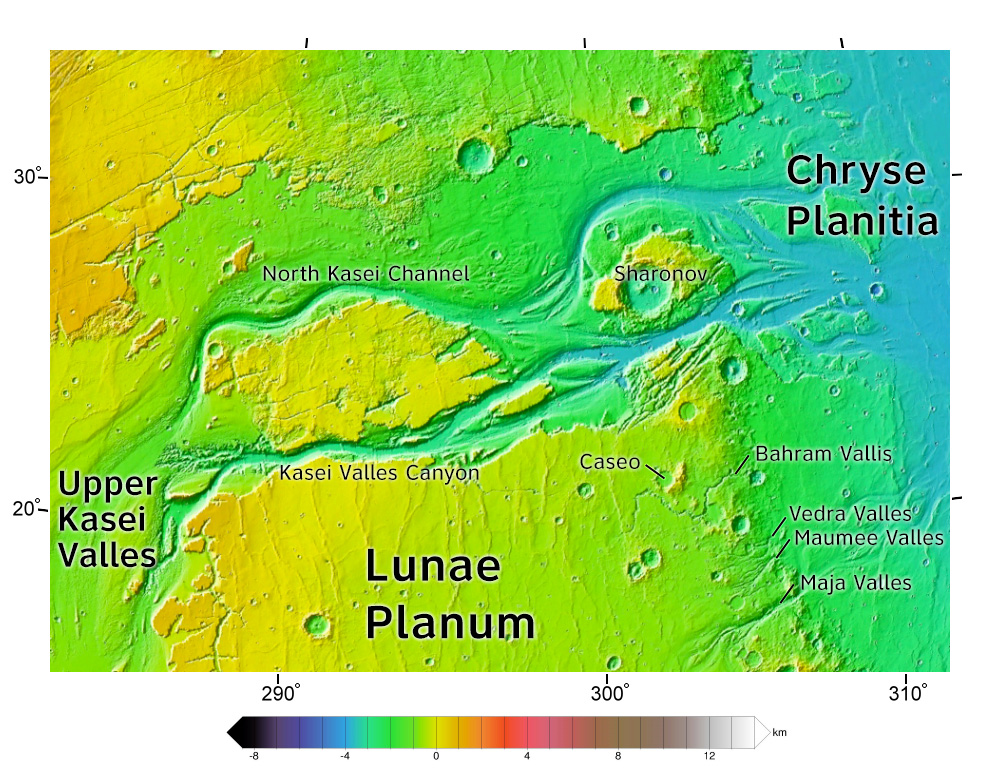
卡塞谷北側邊緣區域。影像中可看出卡塞谷、巴赫拉姆谷、韋德拉谷、茂米谷和邁亞谷的關係。這些河谷的水都流向較低的克里斯平原。